# 超能力 (歌曲)
〈超能力〉（英語："Superpower"）是香港歌手鄧紫棋於2021年4月1日發行的單曲，寄望用這首幽默玩笑感十足的歌曲，化悲憤為笑話，邀請大家把在生活遇到讓你憤怒或悲傷的人當成一場笑話，一笑置之。

## 創作背景
〈超能力〉是一首復古舞曲作品，編曲上則運用了多種採樣聲效，例如爆炸、遊戲機等，增添歌曲的趣味與層次。歌詞以超能力比喻不留破綻的撒謊能力，雖然在看穿謊言後會「心碎成煙花」， 但就如歌詞說的一樣「那讓我苦中作樂吧」，換個角度， 把這些荒謬的事情當成一場幽默的喜劇， 舉起雙手使出招式一起「代替月亮消滅你」。

## 音樂影片
官方音樂影片於2021年4月1日正式發佈，由秦梓銘執導。MV邀請好友陳偉霆擔任男主角，兩人出演一場黑色幽默喜劇，故事以60年代黑色幽默喜劇作藍本，鄧紫棋化身女探員，調查外星人車禍事件，進而揭發男朋友的星際外遇。

## 製作名單
名單來源：歌曲〈超能力〉MV
- 鄧紫棋 - 人聲、詞曲創作、編曲、製作人
- T-Ma 馬敬恆 – 編曲、製作人
- Richard Furch – 混音
- – 母帶